# Alexandr Fier
Alexandr Hilário Takeda Sakai dos Santos Fier (Joinville, 11 marzo 1988) è uno scacchista brasiliano.
Nato in una famiglia di origine giapponese, è diventato Grande maestro nel 2007 all'età di 19 anni.
Nel 2005 ha vinto a Guarulhos il 72º Campionato brasiliano, sua prima vittoria al campionato brasiliano; lo ha vinto ancora nel 2018 e nel 2021.
Ha partecipato alla Coppa del Mondo di scacchi 2011, superando nel 1º turno Wang Yue e venendo eliminato nel 2º da Aleksandr Morozevič.
È lo scacchista brasiliano che ha ottenuto il più alto punteggio Elo in assoluto con 2653 punti (nel novembre 2009), questo lo ha collocato al primo posto tra i brasiliani e al 76º posto nella classifica mondiale.